# Споразум (филм)
Споразум је филм Предрага Раонића снимљен 2016. године и први српски играни филм снимљен на подручју Косова и Метохије након 1999. године.

## О филму
Ова филмска прича о односима Срба и Албанаца инспирисана је истинитим догађајима и приказана кроз судбину два трагична јунака са њиковим породицама.
Филм је настао из личног искуства сагледања стварности новинарског рада продуцента и сценаристе Предрага Раонића.

## Кратак садржај
Као расељена лица са Косова и Метохије, Александров отац Петар види једини излаз из беде у којој живе у Централној Србији, повратак дому. Њиховој одлуци се противи Јелица, Александрова жена, која страхује за њихову сигурност, али опет ни она не види излаз из лоше ситуације у којој се налазе.
Породица се враћа у своје огњиште на Косово,али и поред велике добродошлице, повратак уопште није наивна ствар. Последице рата и мржња још су присутни у народу. Њихове комшије са села Албанци постављају заседу на путу којим треба да прође камион са Петром и Александром. Учесник заседе је и Александров друг из детињства,који је ту био против своје воље.

## Улоге
| Глумац                | Улога                                  |
| --------------------- | -------------------------------------- |
| Александар Михаиловић | Александар                             |
| Бора Ненић            | Петар                                  |
| Василија Кокотовић    | Јелица                                 |
| Дејан Цицмиловић      | Адвокат Тасић                          |
| Здравко Малетић       | Агрон                                  |
| Марјан Тодоровић      | Љуан                                   |
| Владимир Јоцовић      | Драган                                 |
| Небојша Ђорђевић      | Баским,Албанац у дому културе и заседи |
| Милош Милић           | Бесник                                 |
| Лаурент Рој           | Франсоа Морел                          |
| Михајло Стојковић     | Фисник,Агронов млађи син               |
| МФ иодраг Крчмарик    | Муса Ибрахими                          |
| Александар Милојевић  | Кум                                    |
| Драган Стокић         | Треф                                   |
| Дејан Стојаковић      | Игуман                                 |
| Тања Крчмарик         | Вилета                                 |
| Марија Масал          | Роберта Гонзалес,тужитељка             |
| Јелена Орловић        | Преводилац Роберте Гонзалес            |
| Тамара Томановић      | Преводилац у Дому културе              |
| Предраг Радоњић       | Жељко Јакшић,новинар                   |
| Саша Ђурашевић        | Српски полицајац                       |
| Марија Кнежевић       | Косовска полицајка                     |
| Бранислав Станковић   | Косовски полицајац                     |
| Васиљ Аџић            | Гост у српској кафани                  |
| Ненад Тодоровић       | Пијанац у косовској кафани             |
| Радивоје Ђекић        | Гост у српској кафани                  |
| Иванка Симић          | Певачица                               |
| Марко Сталетовић      | Петар,Александров син                  |
| Слободан Златковић    | Судија                                 |
| Тамара Стојиљковић    | Спонзоруша                             |